# Stanisław Dzierniejko
Stanisław Dzierniejko (ur. 6 kwietnia 1959 we Wrocławiu) – politolog i dziennikarz.
Właściciel istniejącej od 1989 roku firmy dystrybuującej filmy „Stajko Film”. Przez 25 lat kierował kinem „Dworcowe” we Wrocławiu, jedynym w Polsce kinem mieszczącym się na dworcu kolejowym, które istniało 60 lat i zostało zlikwidowane w lutym 2007 roku. Pomysłodawca, dyrektor i producent Festiwalu Reżyserii Filmowej im. Sylwestra Chęcińskiego, którego pierwsza edycja odbyła się w maju 2008 roku w Świdnicy. Pomysłodawca, dyrektor i producent Festiwalu Aktorstwa Filmowego im. Tadeusza Szymkowa we Wrocławiu. Wieloletni przewodniczący Rady Kultury przy marszałku województwa dolnośląskiego. Inicjator i pomysłodawca stworzenia w Polsce Regionalnych Funduszy Filmowych. Laureat nagrody Forbesa „PROFESJONALISTA ROKU”. Wyróżniony medalami "Gloria Artis" i „Zasłużony dla Wrocławia – Merito de Wratislavia” i medalem „Zasłużony dla Bystrzycy Kłodzkiej”. Autor książek Mój pierwszy seans filmowy, Janek i "Anegdoty filmowe i różne inne".